# Paul Wiegert
Paul Arnold Wiegert é um astrônomo canadense.
É professor da University of Western Ontario, especialista no estudo de órbitas incomuns de objetos observáveis e classes teóricas de objetos. Por exemplo, em um artigo de 1997, considera planetas que não se sabe se existem orbitando o sistema de estrelas próximo à terra Alpha Centauri, enquanto em artigos posteriores estende o caso para estabilidade planetária mais geral em sistemas binários gerais (como estudos de exoplanetas estão encontrando mais frequentemente).
Outras áreas de trabalho incluem as órbitas de corpos menores no Sistema Solar, que em virtude de sua potencial instabilidade poderiam tornar-se realmente grandes ameaças para a civilização, quando no passado já ocorreram colisões da Terra com os mesmos. Recentemente, Weigert esteve envolvido na descoberta do primeiro asteroide troiano conhecido da Terra.